# Jonna Fraser
Pour les articles homonymes, voir Fraser.
Jonathan Fraser alias Jonna Fraser né en décembre 1992 aux Pays-Bas, est un rappeur néerlandais d'origine surinamaise.

## Biographie
Fraser grandit à Zaandam de parents surinamais. À l'âge de 12 ans, il apprend à connaître la musique. Il se met à écrire des morceaux variés de genre gangsta rap et soul. 
En 2014, il sort son premier album intitulé Maatje 45. Un an après, il sort son deuxième album intitulé Alle tijd qui finira par être classé à la 17e place à la Midprice Top 50. C'est avec le morceau Do or die en collaboration avec Broederliefde que Jonna connaitra un réel succès dans la musique néerlandaise. Le morceau se classe 10e au Single Top 100.

## Discographie

### Albums studio
- 2015 : Maatje 45
- 2015 : Alle tijd
- 2016 : Goed teken
- 2016 : Blessed
- 2017 : Jonathan

### Singles
- 2015 : Kan er niet omheen feat. Lijpe, KM et Ronnie Flex
- 2015 : Ik zag je staan feat. Ronnie Flex et Idaly
- 2015 : Do or die feat. Broederliefde
- 2016 : Woosh feat. Sevn Alias et Lijpe
- 2016 : Ik kan je niet laten
- 2016 : Broeders bloeden samen
- 2016 : Location feat. Cho
- 2016 : Vijf shows
- 2016 : Uitweg
- 2016 : Blessings
- 2016 : Langs je werk feat. Yade Lauren
- 2016 : Update feat. Kempi
- 2016 : Verwijderd feat. Broederliefde et Jayh
- 2016 : Ik kom bij je feat. Frenna